# Chalmazel-Jeansagnière
Chalmazel-Jeansagnière község Franciaország Auvergne-Rhône-Alpes régiójában, Loire megyében. Új községként 2016. január 1-jén jött létre Chalmazel és Jeansagnière község egyesítésével. A két korábbi település delegált község státusszal az új község része lett. Lakosainak száma 448 fő (2022. január 1.).

## Népesség
| Lakosok száma | 451  | 453  | 454  | 453  | 449  | 448  |
|               | 2017 | 2018 | 2019 | 2020 | 2021 | 2022 |